# Frans Dingemans

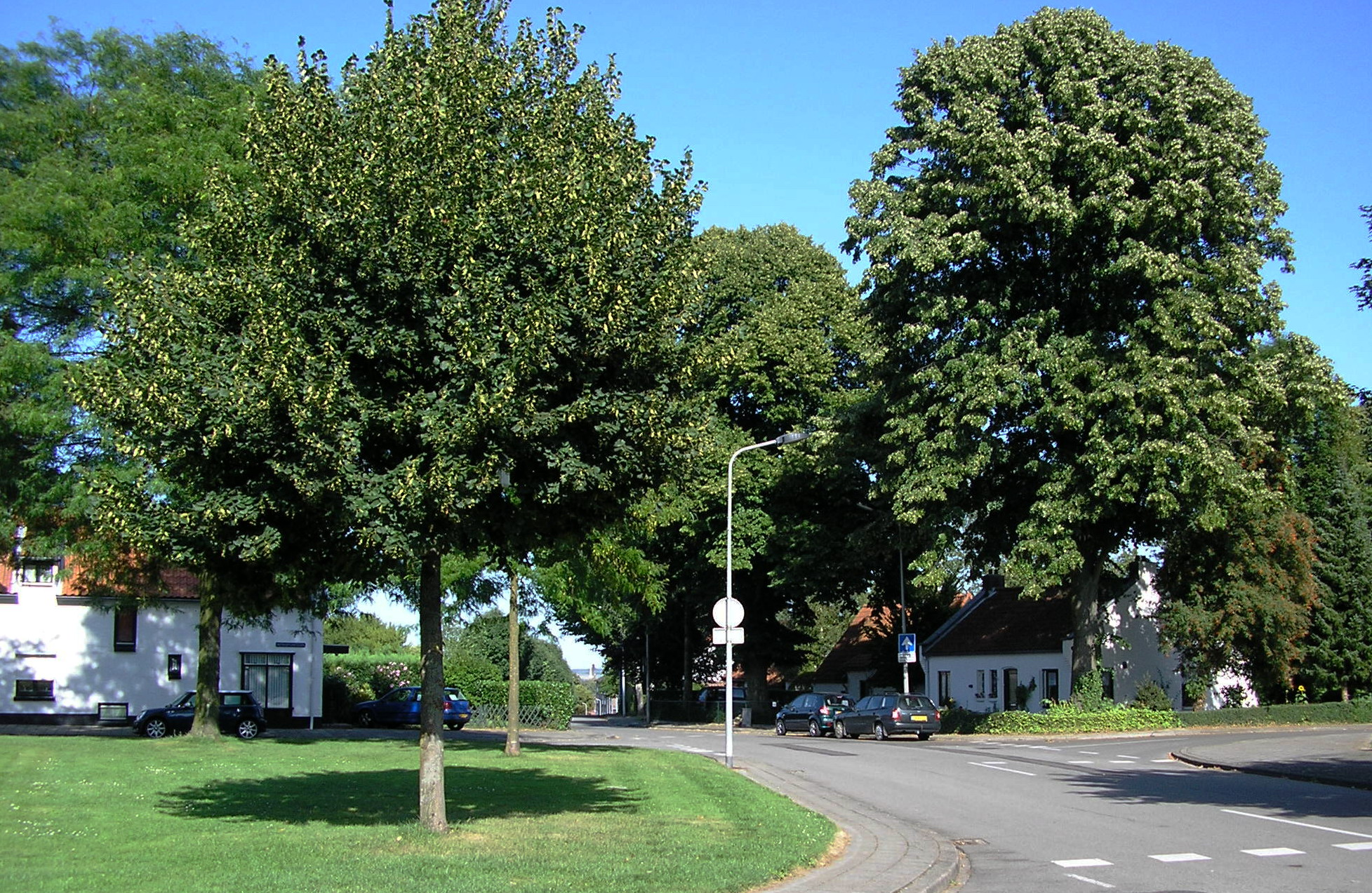
'De witte huisjes', Trichterveld, Mariaberg (1944-47)

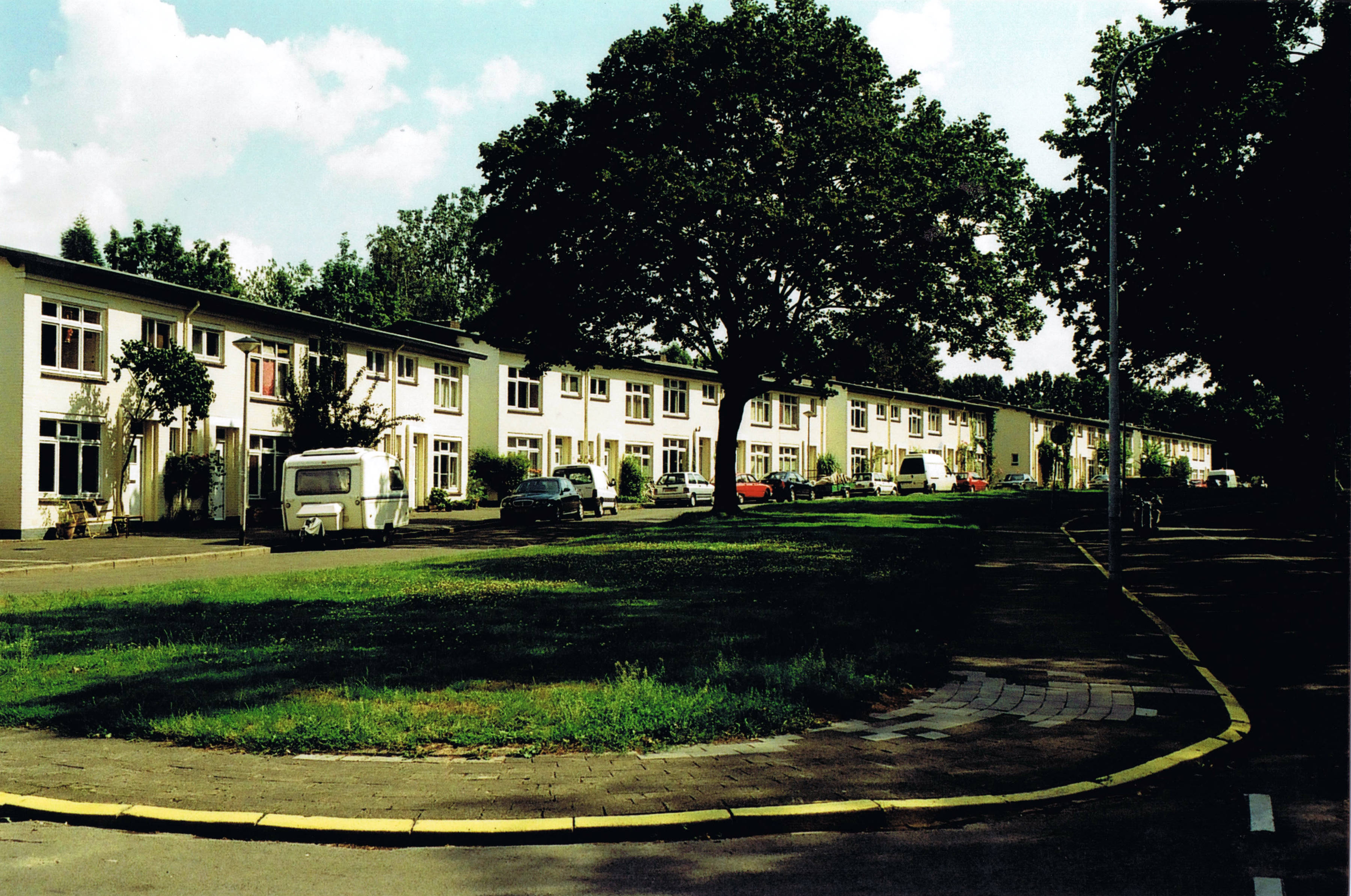
De Ravelijn, Brusselsepoort (1953)

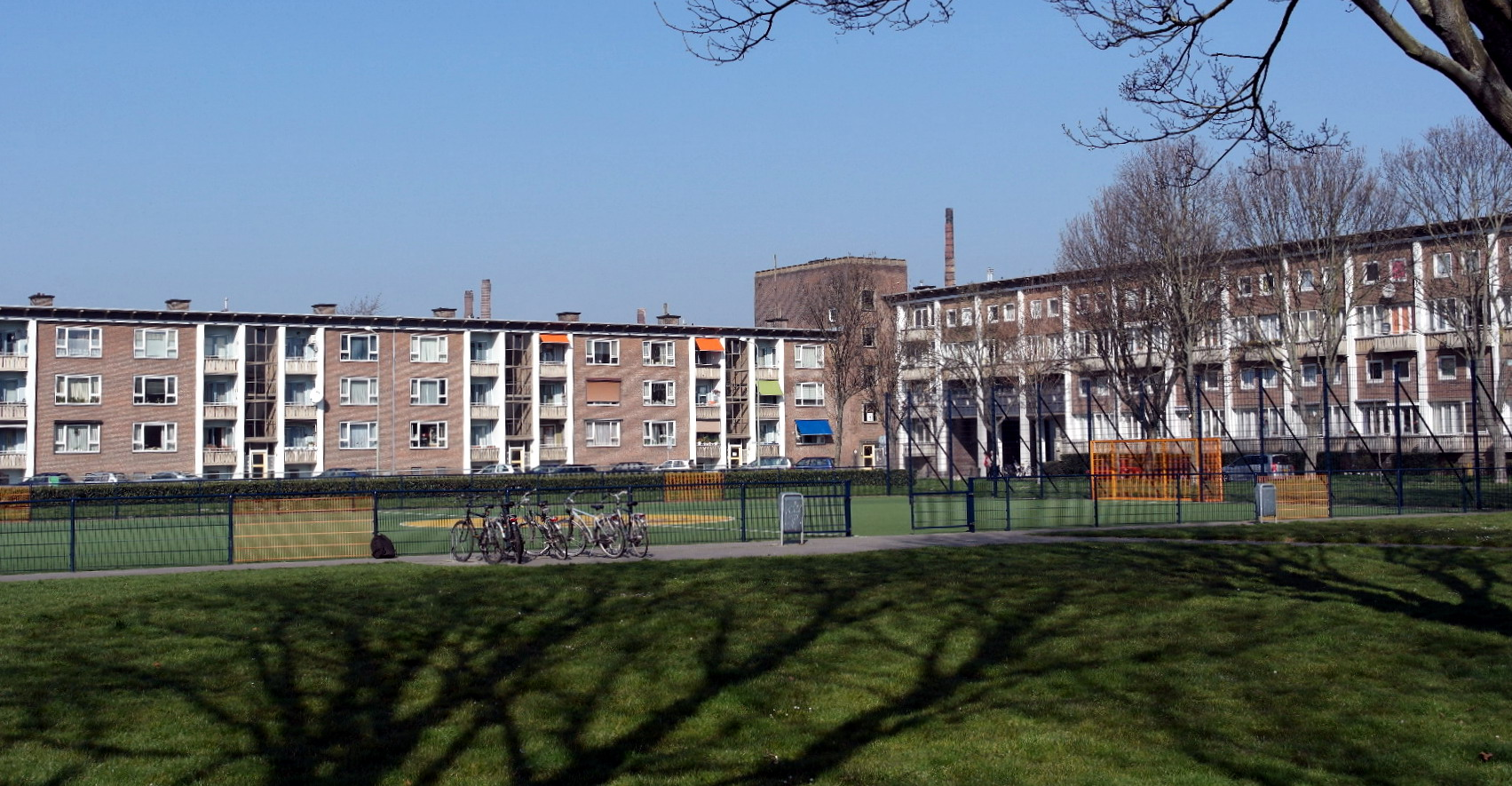
Old Hickoryplein, Wyckerpoort (1957)

Frans Coenraad Johannes (Frans) Dingemans (Nieuwkoop, 8 mei 1905 - Maastricht, 24 januari 1961) was een Nederlands architect en stedenbouwkundige. Hij werkte vooral in Maastricht.

## Levensloop
Frans Dingemans werd in 1905 in Nieuwkoop geboren als oudste zoon van het kunstenaarsechtpaar Waalko Jans Dingemans sr. en Henriette Gesina Numans. Na de hbs in Gorinchem studeerde hij van 1921 tot 1927 bouwkunde aan de TU Delft. Daarna werkte hij enkele jaren op de bureaus van Willem Dudok en Brinkman & Van der Vlugt. In 1931 trad hij in Haarlem in het huwelijk met Antonia Caroline Hoog. In hetzelfde jaar vestigde hij zich als zelfstandig architect in Haarlem en werkte onder meer aan landhuizen en zomerhuizen in Heemstede, Aerdenhout, Schoorl en op Schouwen-Duiveland, waar zijn ouders een huis hadden. In 1942 werd hij benoemd tot directeur van de Dienst Stadsontwikkeling Maastricht. In die hoedanigheid was zijn eerste ontwerp een tuindorp met 200 bungalows, die aanvankelijk bedoeld waren als noodwoning: Trichterveld. In de naoorlogse periode werd de wederopbouw in Maastricht vooral gerealiseerd door uitbreidingsplannen voor bestaande wijken. Ook het zwembad Jekerdal is een ontwerp uit die vroege periode.
Vanaf 1951 was hij stadsarchitect van Maastricht. Tegen zijn plan uit circa 1955 om een verkeerstechnische doorbraak door het centrum van Maastricht te realiseren vanaf de Markt tot aan het Koningin Emmaplein, het zogenaamde "gat van Dingemans", verrees veel verzet. Wel realiseerde hij in 1960 het inmiddels alweer gesloopte functionalistische stadskantoor aan de verdwenen Stadhuisstraat tussen de Markt en de Maas, maar dit zogenaamde "gat in de Markt" was al eind jaren 1930 ontstaan door de aanleg van de Wilhelminabrug.
Maastricht stond na de Tweede Wereldoorlog voor de opgave om duizenden woningen te bouwen ter leniging van de woningnood. In 1954 werd een uitbreidingsplan aangenomen dat voorzag in de bouw van 7000 woningen, vooral aan de westrand van Maastricht. Dingemans maakte het stedenbouwkundig plan voor een aantal nieuwbouwwijken, onder andere Caberg, Malpertuis en Pottenberg. De nieuwbouwwijken werden gebouwd volgens de 'parochie-gedachte': elke wijk moest een niet al te grote, zelfvoorzienende gemeenschap vormen, met een kerk, een school en winkels in het midden, omgeven door straten met galerijflats en eengezinswoningen, ingebed in het groen. Kenmerkend voor het stedenbouwkundig werk van Dingemans zijn driehoekige pleinen met flankerende hoogbouw. Daarnaast ontwierp hij uitbreidingsplannen voor de destijds zelfstandige gemeenten Amby (plan 'Westrand') en Heer (o.a. Haspengouw e.o. en 'Molukkenbuurt'), beide sinds 1970 onderdeel van de gemeente Maastricht.
Dingemans overleed op 55-jarige leeftijd aan leukemie. Zijn werk staat de laatste jaren weer opnieuw in de belangstelling.

## Lijst van gerealiseerde werken (onvolledig)
- Diverse woonhuizen in Burgh en Westenschouwen (jaren 1930)
- Villa Prins Frederiklaan 50, Amersfoort (1937)
- Villa Prins Frederiklaan 46 Amersfoort (1937)
- Villa Heereweg 113 Schoorl (1937)
- 'Noodwoningen' Trichterveld, Mariaberg, Maastricht (1944-'47)[5]
- Restauratie Bonnefantenklooster en ombouw tot Bonnefantenmuseum, Jekerkwartier, Maastricht (1947-'50)
- Gemeenteflat, Koningsplein-Scharnerweg, Wittevrouwenveld, Maastricht (1948-'50)
- Stedebouwkundig plan Heugemerveld, Maastricht (1948)
- Saneringsplan Stokstraatkwartier, Maastricht (1949, uitvoering 1956-'75)
- Zwembad, Jekerdal, Maastricht (1950)
- Woonschool De Ravelijn, Brusselsepoort, Maastricht (1953, met J. Muré)
- Woningen Westrand, Amby, Maastricht (1954)
- Stedebouwkundig plan Wyckerpoort, Caberg, Malpertuis en Pottenberg, Maastricht (1956-'58)
- Molukse wijk, Heer, Maastricht (1956-'60)
- Beth-elkerk, Molukse wijk, Heer, Maastricht (1960/'61; in 1991 op de toren na gesloopt)
- Stadskantoor, vm. Stadhuisstraat-Markt, Maastricht (1960-'61; in 2003 gesloopt)
- Kantoorgebouw ENCI, Maastricht (ca. 1960?)[6]
- Villa Voerendaal, Pontstraat, Voerendaal (1960)
- Stadion De Geusselt Maastricht, (1961; gesloopt)[7]
- Bethelkerk, Brunssum (1961; in 2000 gesloopt)

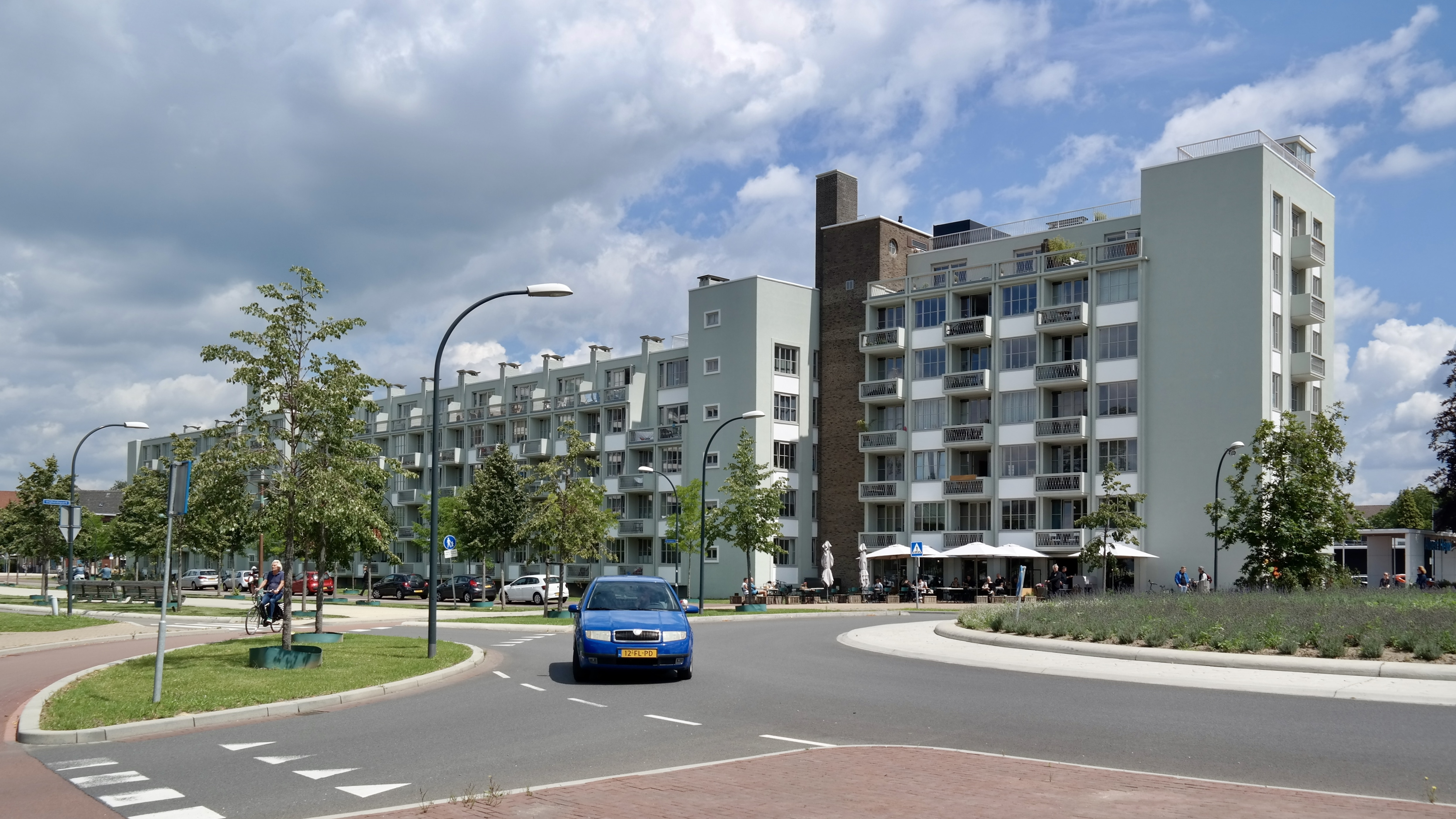
Gemeenteflat in 2020
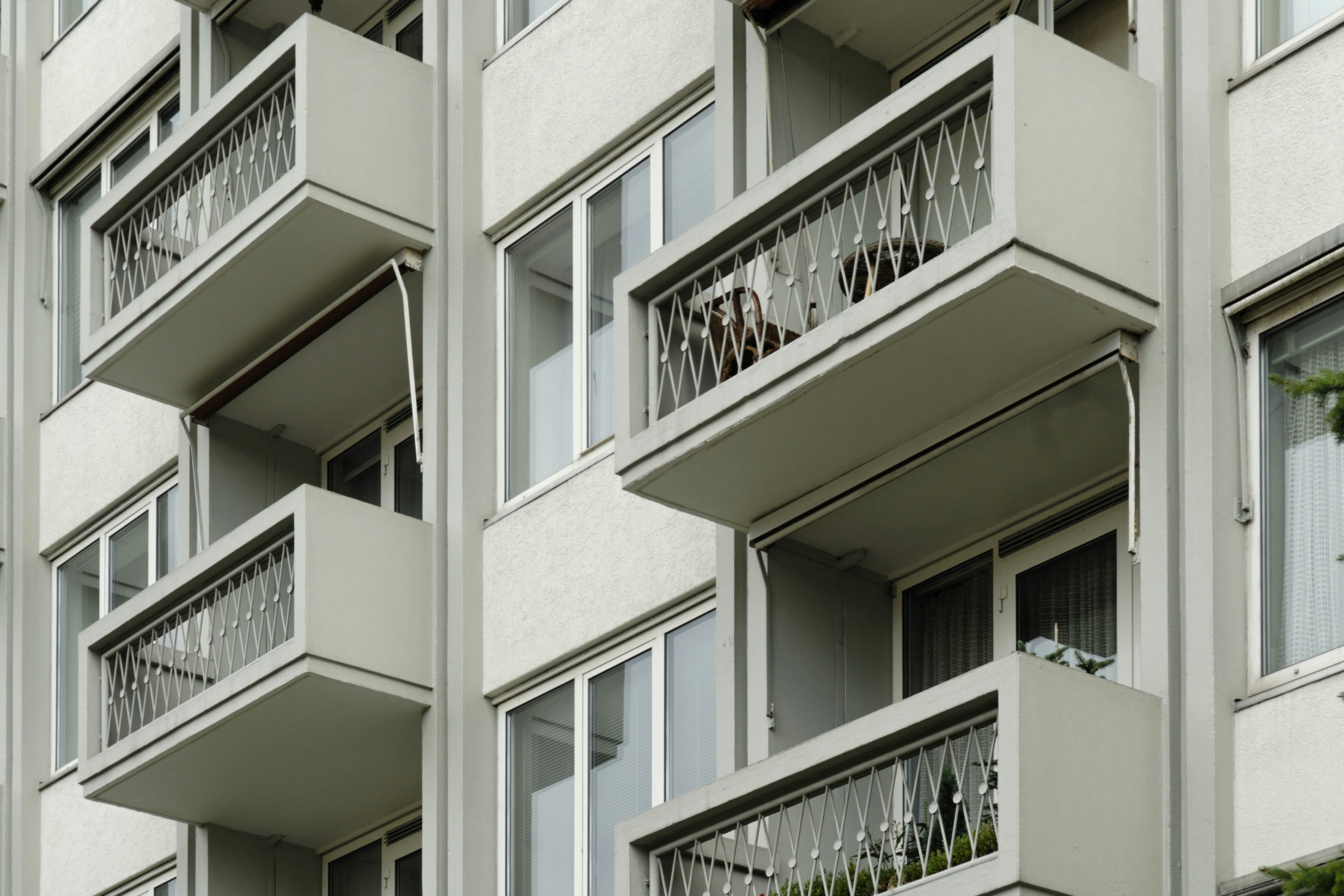
Detail Gemeenteflat
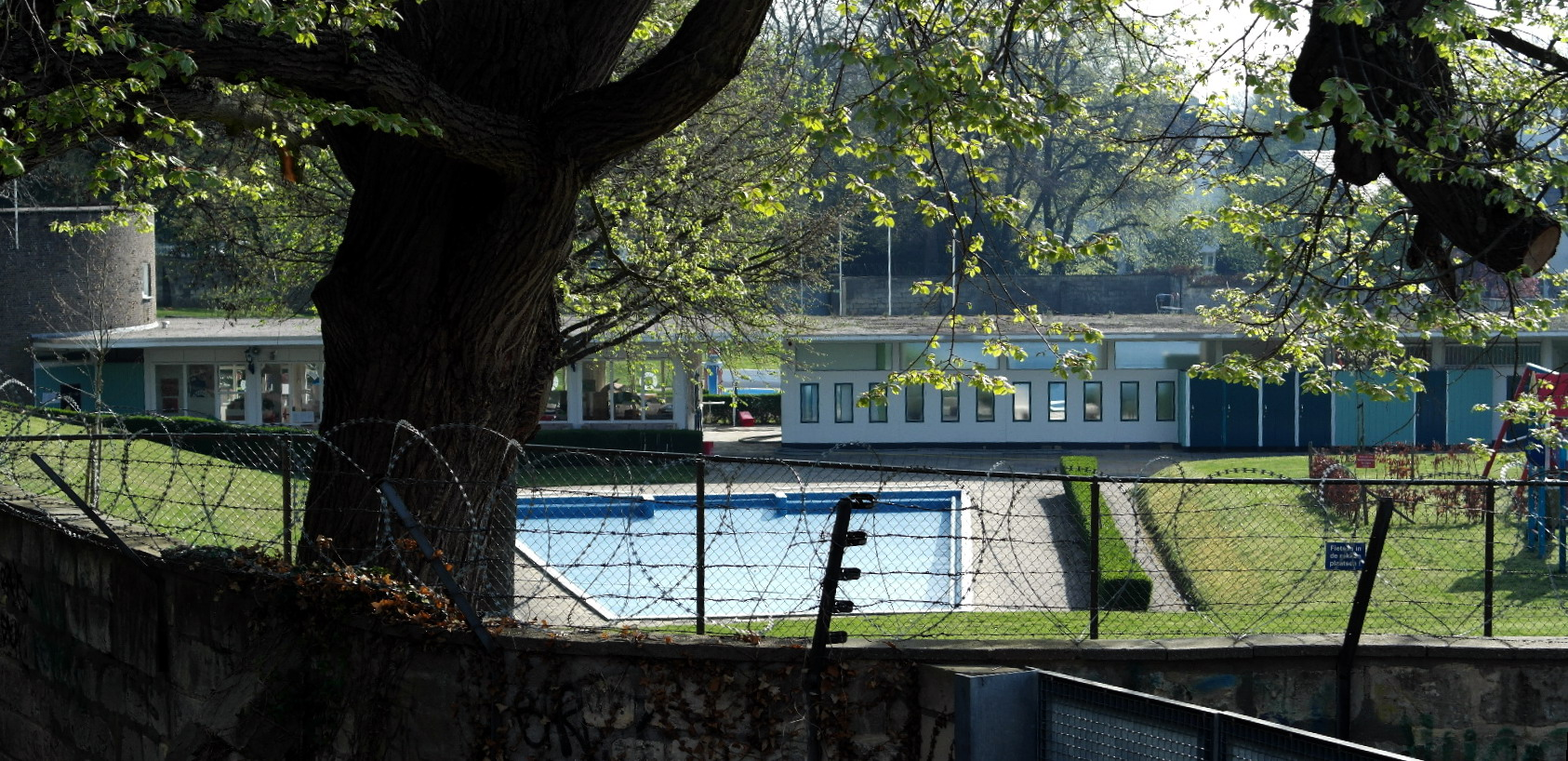
Zwembad Jekerdal
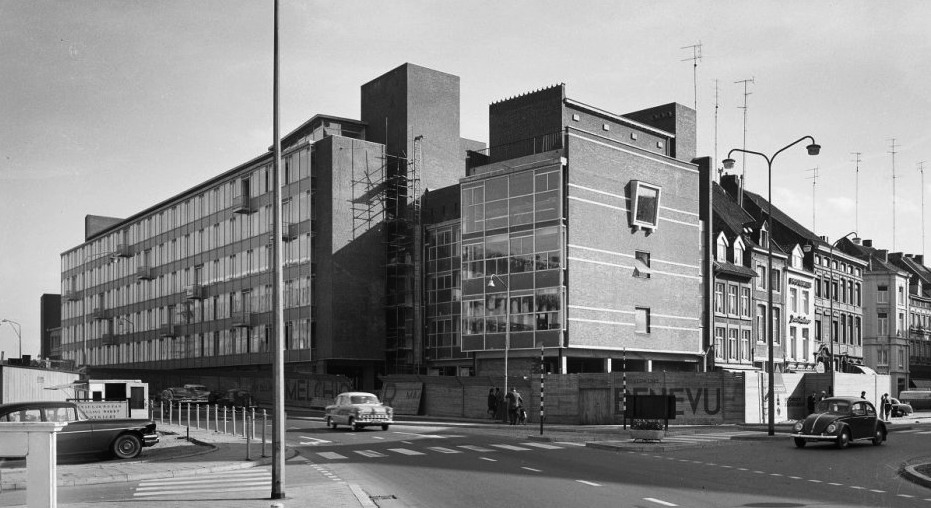
Stadskantoor (gesloopt)

## Eerbewijzen
- In zowel Nieuwkoop als Maastricht is een park genoemd naar Frans Dingemans. Het Nieuwkoopse Ir. Dingemanspark bevindt zich in het centrum van het dorp. Het Maastrichtse Dingemanspark ligt tussen de buurten Belfort en Pottenberg in Maastricht-West. In het voormalige dorp Heer in Maastricht-Zuidoost, waar Dingemans in de naoorlogse periode belangrijke uitbreidingen realiseerde, is sinds 1966 een Ir. Dingemansstraat.[8]

- Digitale Bibliotheek voor de Nederlandse Letteren: ding026
- Gemeinsame Normdatei: 1029895813
- International Standard Name Identifier: 0000 0003 9014 6179
- Library of Congress Control Number: no2013008362
- Nederlandse Thesaurus van Auteursnamen: 113170335
- Système universitaire de documentation: 166952648
- Virtual International Authority File: 283710823
- WorldCat: E39PBJpJb3Kv6GdbCjVqQTfg8C